# Urasima Taró

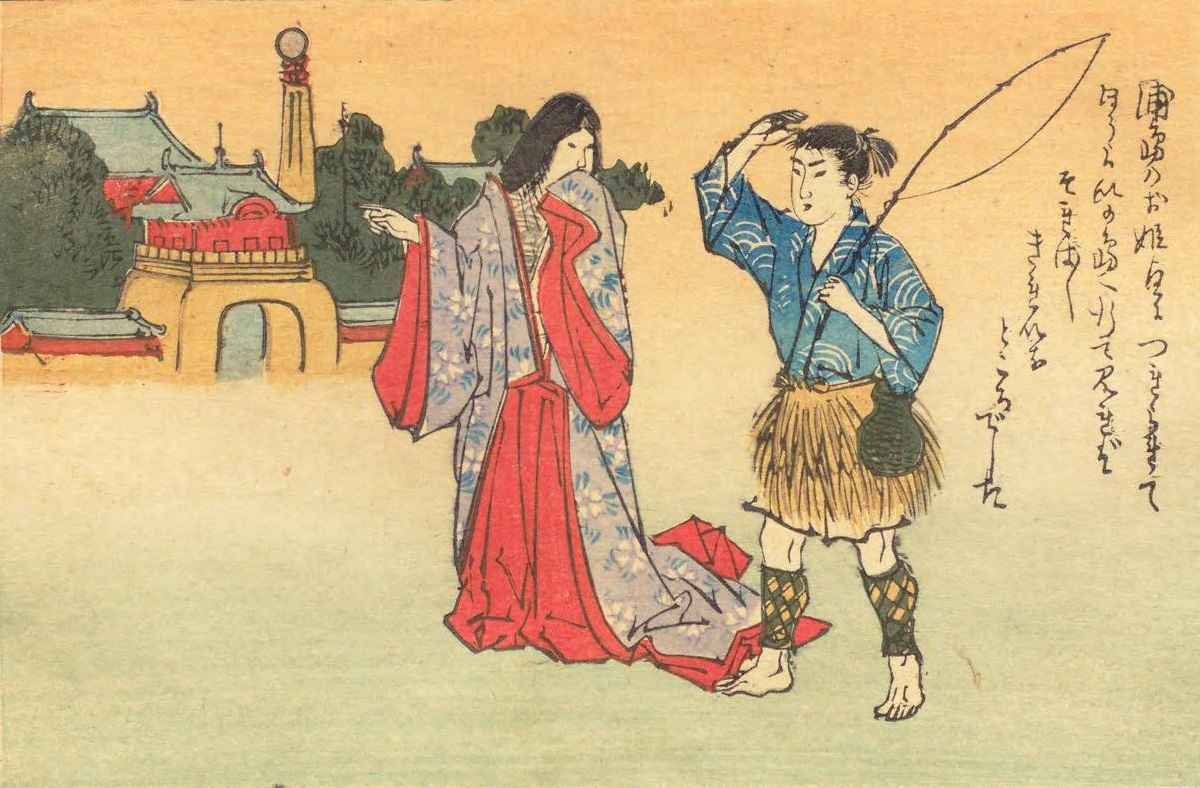
Urasima Taró és Horai hercegnő

Urasima Taró egy japán népmese főszereplője, a jellegzetes modern változatban egy halász, akit megjutalmaznak egy teknős megmentéséért, majd a megmentett teknős a hátán elviszi a Sárkány Palotához (Rjúgú-dzsó), amely a tenger mélyén fekszik. Ezen a helyen  jutalomként Otohime hercegnő látja vendégül. Azt gondolja, hogy csak néhány rövidke napot tölt el, mégis miután visszatér a falujába 300 évvel később találja magát a jövőben. Mikor kinyitja a hercegnőtől kapott dobozt, amit nem szabadna, egy idős öregemberré változik. Maga a mese az Urasimako legendájából ered, amit a 8. századi irodalom különféle műveiben jegyeztek fel, mint például a Fudoki a Tango Provinciában, Nihonsoki-ban, és a Manjósú-ban. Muromacsi és az Edo-kor alatt az Urasima Taró változatai megjelentek Otogizósi című mesekönyv formájában, amelyek finomra festett képtekercseket és képeskönyveket vagy tömeges nyomtatott másolatokat tartalmaznak. Ezek a szövegek jelentősen megváltoznak, és néhány szövegben a történet Urasima Taró daruvá változásával fejeződik be.
Néhány ikonszerű elem a modern verzióban viszonylag új. Egy teknős meglovaglásának ábrázolása csak a korai 18. századra jellemző. Míg a modern változatban vízalatti Sárkány Palotába utazik, addig a régebbi verziókban egy csónakkal jut el a hercegnő világába, amit Hórainak neveznek.

## Népmese vagy tündérmese
Az Urasima Taró mesék közül a legtöbb a Meidzsi-kor alatt írt Ivaja Szazanami szerző japán gyermekmeséinek történetére épül. A más-más módon előadott mesének a tömörített verziója a Kokutei Kjókasó című könyvben jelent meg, Japánban a tankönyvet nemzeti szinten tervezték meg általános iskolások számára, és széles körben vált népszerűvé közöttük. Urasima Taró modern változatai általában hasonlóak, amelyek a nemzetileg kiadott tankönyv szériában szerepelnek.

## A legismertebb verzió

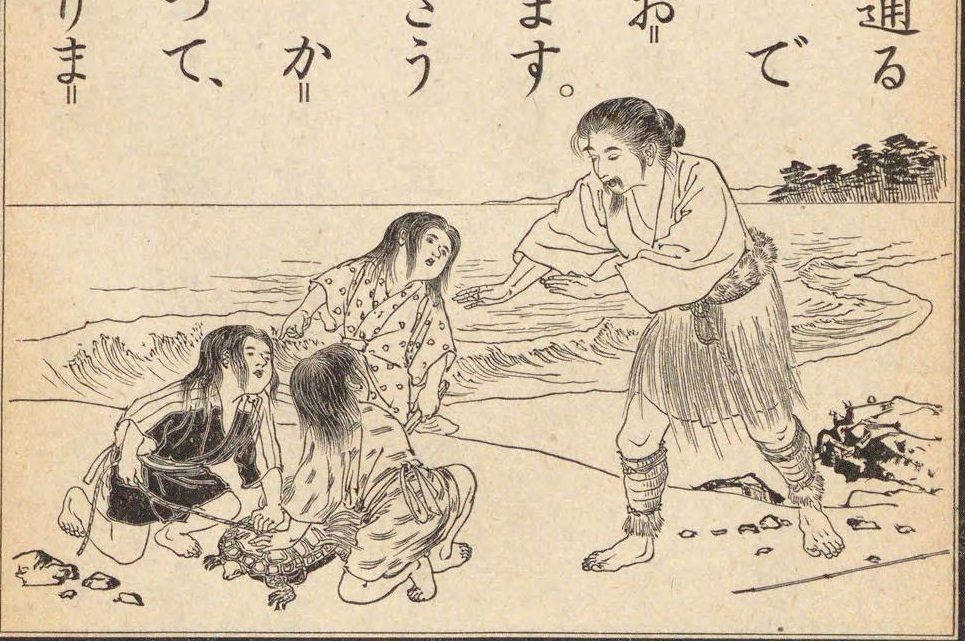
Urasima Taró és a tengerparton játszó gyerekek a teknőssel.

Az Urasima mesét a Kokutei Kjókasó tankönyvből összegezem. Az alapszöveget az Urasima Taró 3. kiadásából fogom felhasználni, amely 1918-1932 közötti időszakban széles körben ismert tankönyv volt. Egy angol fordítást is készült, Josiko Holmesz szakdolgozatában. Réges-régen egy Urasima Taró (gyakran a könyvekben halászként jelenik meg) nevezetű férfi teknőssel játszó gyerekeket pillantott meg a parton. Megvásárolta tőlük az állatot, és visszaengedte az óceánba. Pár nappal később, miközben szokásához híven a csónakban halászott, melléúszott a hálás teknős és fölajánlotta, hogy elvinné a hátán a vízalatti világba, mely a Sárkány Palotájaként ismert (Rjúgú). A rezidenciánál várta a hercegnő (Otohime), aki köszönetet mondott a teknős megmentéséért. Pár nap után édesanyjára és édesapjára gondolva honvágya lett, ezért elbúcsúzott Otohimétől. A hercegnő megpróbálta lebeszélni arról, hogy elmenjen, de végül elengedte őt egy búcsúajándékkal, amely egy Tamatebako nevű titokzatos doboz volt. Figyelmeztette a hercegnő, hogy soha nem szabad kinyitnia a ládikót.
Mikor Taró visszatért a szülőfalujába, minden megváltozott körülötte. Az otthonát nem találta, a szülei pedig meghaltak, és azokat az embereket, akiket ismert, nem találta sehol. Figyelmen kívül hagyva a hercegnő figyelmeztetését, kinyitotta a dobozt, amelyből fehér füstfelhő szállt ki, ő pedig őszhajú öregemberré változott.

## Iskola Dal
Számos megzenésített feldolgozása van. A legnépszerűbb az 1911-es "Urasima Taró" (浦島太郎) című iskolai dal, amely a "Mukasi, mukasi Urasima va, taszuketa kame ni curerarete (Réges régen Urasima megmentett egy teknőst, aki elvitte a tengerbe)" sorral kezdődik, amely be lett másolva a Dzsindzsó sógaku sókába. A dalszerző korábban ismeretlen volt, legvalószínűbb, hogy a szövegét Okkocu Szaburó írta. A másik iskolás dal „Urasima Taró”, amelynek a szövegírója Isihara Vasaburó, zeneszerzője Tamura Torazo. A dal a Jónen Sókában jelent meg (1900-ban). Annak ellenére, hogy klasszikus nyelven írták, Miura ezt a verziót tartotta hasonlóbbnak.

## Otogizósi
Röviddel a 19. századi tankönyvek előtt a Muromacsi-kor otogi-zósi változatai léteztek. Hagyományosan az otogizósi kifejezést használó kommentátorok az Otogi Bunko szövegében alapértelmezés szerint hivatkoznak, amióta kinyomtatták és széles körben terjesztették.

### Otogi Bunko
Az Otogi Bunko verzióban egy fiatal Urasima Taró nevű halász elkap egy teknőst a halászterületén és elengedi. Másnap Urasima meglát egy hajót, rajta egy nővel, akit hazakísér. Nem mutatkozik be a nő, pedig titokban ő a teknős átalakult formája. Amikor a férfi a pompás lakóhelyére evez, a nő megkéri. hogy kísérje el a házhoz. A rezidencia a Sárkány-palota, aminek mind a négy oldalán a különböző évszakok kertjei találhatóak. Urasima úgy dönt, hogy három év elteltével hazatér, és megkapja a Memento dobozt (か た み の 筥 / 箱 katami no hako). Miután visszatér, a szülővárosát elhagyatottan találja, majd rájön, hogy 700 év telt el azóta, amióta utoljára elhagyta. Nem tudja visszatartani a kísértést, hogy kinyissa a dobozt, amiről figyelmeztették, hogy ne tegye meg soha, majd három bíborvörös felhő jelenik meg, és öregemberré alakul. A történet vége, amikor Urasima Taró daruvá, és a felesége pedig teknőssé változik. Innentől kezdve mindkettőt Mjódzsinként tisztelik (Sinto Istenségek).

### Legközelebbi csoport a modern verzióhoz

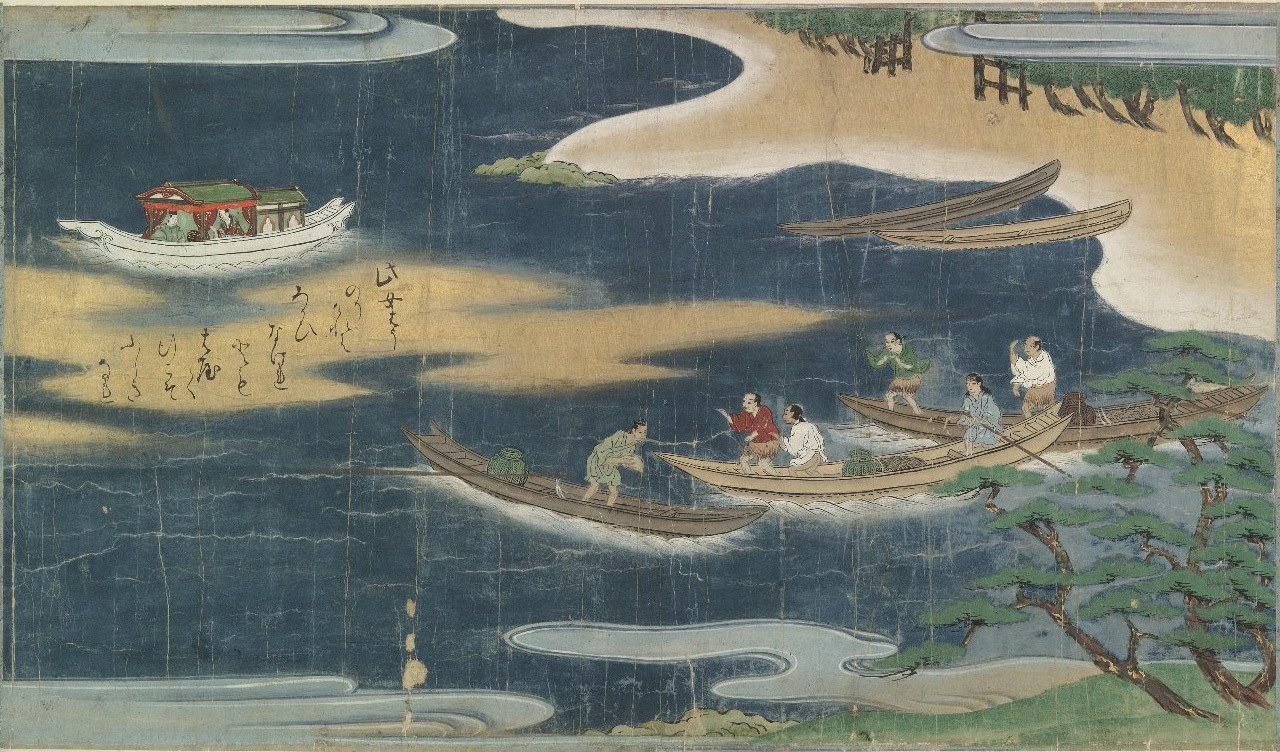
Urasima megmenti a teknőst

Az Otogi Bunko változat, annak ellenére, hogy hagyományos nyelvezetű a szövege, és a formája jelentősen eltér a mai korban megjelent jellegzetes gyermekkönyvektől: a főszereplő nem vásárolja meg a teknőst, azért, hogy megmentse, és a teknősön sem utazik. Az I. csoportba tartozó szövegek sokkal inkább hasonlítanak a modern változatra, mivel tartalmazzák Urasima elemét, amelyben megvásárolja a főhős a teknőst, azért hogy megmentse. Ezen kívül ebben a csoportban konkrétan megadják a hercegnő nevét(Otohime), míg az Otogi Bunko csoportban ő továbbra is névtelen marad. A modern olvasók számára ismerős lehet a Tamatebako kifejezés, hiszen az I. csoport fő részében is láthatják, viszont más csoportokban nem jelenik meg (kivéve az interpolált verset). A kép a  Bodleian Könyvtár gyűjteményében található, az Oxford Egyetem szintén az első csoporthoz tartozik. Hajasi Kóhei kiemelte az I. csoport szövegeinek jellemzőit a következőképpen: 1) Urasima megvásárolja a fogságba esett teknőst, 2) A hajó megérkezik, hogy átadja őt Horai-nak, 3) A négy évszak inkább a honvágyát csillapítja, mintsem előidézi,) A falubeliek elismerve a hosszú élettartamát megfelelő hamvasztást adnak számára, A Tamatebako-ból való füst eléri Horai és Otohime hercegnő gyötrő bánatát.

## Más modern verziók

### Szeki verziója angolul
Az "Urasima Taro" története a Keigo Szeki antológiájában (1963-ban fordították le angolra) egy verzió, amelyet a Nakatado kerületben, Kagavában mutatták be. Ebben a változatban az Urashma a "Kitamae Osima"-ból származik. Ez magába foglalja mind a halászat során kihalászott teknős motívumot, mind pedig Urashima daruvá változását a végén, amely Otogizósi-ban található. Itt egy "háromrétegű" ékszeres dobozt (三重 ね の 玉手 箱 micugaszane no tamatebako), vagyis egy halmozott dobozt kapott Urasima. Amikor kinyitotta a fedelét, az első doboz egy daru tollát tartalmazta, a másodikból pedig egy fehér füst jött ki, amely öregemberré változtatta, a harmadikban pedig egy tükör volt, amiben meglátta, hogy hirtelen mennyit öregedett. Az első doboz tollát a hátára csatolta, és az ég felé kezdett el repülni, majd ezután édesanyja sírját körberepülte.

### Angol nyelvű verziók
A Basil Hall Chamberlain által felvetett "The Fisher-boy Urasima" (1886) című történet a 8. helyen állt a "Japán tündérsorozat"-ban, amelyet Haszegava Takedzsiró adott ki. Ő a csirimen-bona vagy a "krepp papír" kiadója. Bár az illusztrációk nem szerepelnek a kiadványában, azokat Kobajasi Eitaku-nak tulajdonították. Nincs egyetlen alapszöveg sem, ami japánul azonosítható lenne, bár feltételezik, hogy Chamberlain egy "népszerű változat" -ból adaptált, és nem távolodott el tőle, kivéve a fiatal olvasók magyarázó vagy tanulságos részleteitől. Mások úgy döntöttek, hogy a Nihonsoki és Man'jósú régi hagyományaiból álló összeállításnak és a közel-modern Otogizósi történetkönyvnek a kombinációjával kell rendelkeznie. Chamberlain inkább az ősi szövegek részleteit foglalja magában, miközben kikerülik a díszítést Otogizósiban. Chamberlain verziójában, Urasima (nem Taró) miközben csónakkal horgászik, elkap egy teknősbékát, majd elengedi őt. A teknős újra megjelenik igazi formájában, mint a Tenger-Isten lánya, és meghívja őt a Sárkány-palotába. Ott a pár, vagyis a főhős és a hercegnő összeházasodnak, és boldogan élnek 3 éven keresztül, viszont Urasimának elkezdenek hiányozni a szülei és a testvérei. A Sárkánykirálynő vonakodva megengedi neki, hogy távozzon, és ad neki egy dobozt. Ezután figyelmezteti őt, hogy soha ne nyissa ki a ládát, mert többé nem lesz képes visszatérni a palotába. Amikor hazatér, kiderül, hogy 400 év telt el azóta, amióta elhagyta az otthonát. Urasima vissza akar térni a Sárkány-palotába, de nem tudja a módját, ezért kinyitja a dobozt. Ennek következtében fehér hajú, ráncos öregemberré változik, és meghal. A halál végződése megegyezik a régebbi hagyományokkal, és nem az otogi-zósi történetkönyvvel. Lafcadio Hearn, aki Japánban élt, és sok szellemtörténetet lefordított vagy adaptált az országból, Urasima történetét, "The Dream of a Summer Day"(Egy Nyári Nap Álma) címen újraírta a 19. század végén, és készített egy másolatot a Chamberlain Japán Tündérmese Sorozatának változatából.

### Variáció
Mint mindig a néphagyománynál is, a történetnek sok különböző változata van. Vannak olyan változatok is, amelyek egy további epilógust adnak hozzá Urashima Taró későbbi sorsához, miután öregemberré változik. Egy másik verzióban Urasima egy mágikus tablettát vesz be, amely lehetővé teszi számára, hogy lélegezni tudjon a víz alatt is. Egy másik verzióban pedig elsöpri őt egy vihar, mielőtt meg tudná menteni a teknőst.

## Történelem
A karakter, Urasima Taró, a teljes nevét nem kapta meg egészen a 15. századig (Muromacsi-korszak), először otogizósi néven ismert  illusztrált műfajú kitalációban, és a kjógen-játék adaptációban jelent meg. Maga a történet jóval régebbi forrásokban található meg, a 8. századból (a Nara-korban), ahol a főszereplőt "Urasima no ko" vagy "Ura (no) Simako" -nak nevezik, mint például a Fudoki a Tango tartományban (Tango no Kuni Fudoki, 丹 後 国 風土 記),amelyek részletekben maradtak fent (Man'jóshu és a Nihon Soki).Régen a Heian-korszakig az Urasima no ko nevet használták, viszont a "ko" ("gyermek") utótagot nőnek kezdték el tekinteni, ezért már a Kjógen-színház színdarabjaira már a karakter nevét Urasima Taróra változtatták, hiszen a -taró (a "nagy ifjúság") kifejezés, a férfi nevek közös utótagja.

### Sárkány Palota
A Man'jóshú ballada nemcsak a Halhatatlan Föld nőjét említi, hanem az apját mint tenger Istenét (Vatacumi).  Bár ez a Tengeri Istenség nem azonosítható automatikusan a Sárkány Istennel vagy a Sárkánykirállyal, a Tang időszakában a Sárkány Kilenc Utód kínai mitológiájának hatására, azt feltételezték, hogy a teknős-hercegnő a Sárkánykirály lánya, és ezt mondták még a korai változatokban is.

### Relatív dátumok
Mivel relatívak a dátumok, vita alakult ki azzal kapcsolatban, hogy a Fudoki verzió a legrégebbi-e.  A vita a Tango fudoki verziót valamivel 715 utánra teszi, ám gyűjtők egy régebbi, Ijome no Umakaj által írt műre referálnak, mely tartalmilag hasonlít eme verzióra. Súicsi Kato szerint Umakaj egy kínai mesét dolgozott fel.

## Tango Fudoki

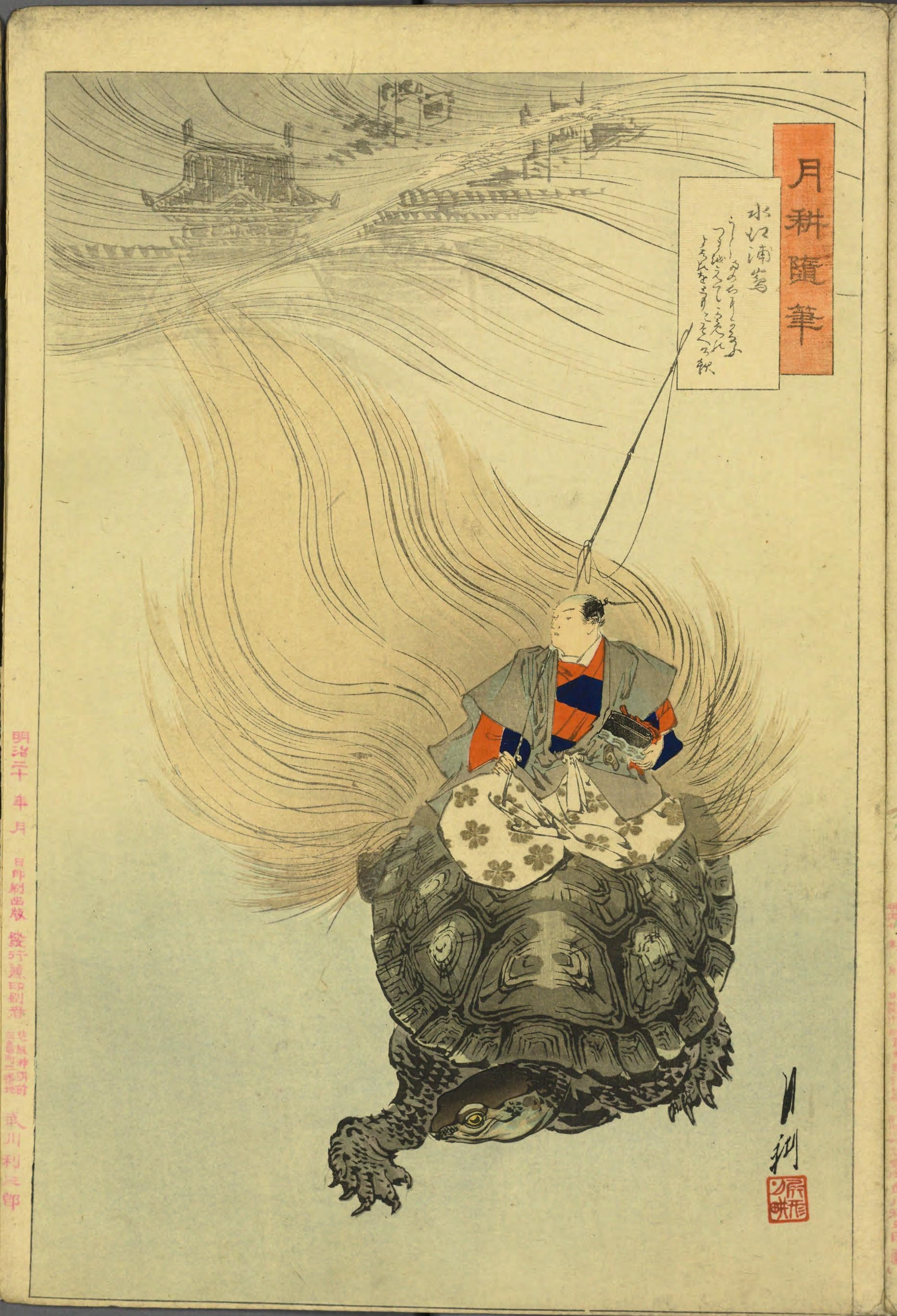
Mizuenoe no Urasima meglovagolja a teknőst.

Ebben a változatban a főszereplőt Mizunoe Urasimakonak nevezik. Urasimako kihorgászik egy ötszínű teknőst, és ott tartja a hajójában, majd alvás közben a teremtmény szép nővé alakul át. A nő úgy mutatkozik be, mint aki a halhatatlanok földjéről jött, és Urasimako elviszi őt erre a helyre, amely lehet Horaiszan vagy "Tokojo-no-kuni" ("Időtlen föld" vagy "Örökkévalóság földje"). Az első hét, majd a nyolc gyermek üdvözli őket, akik a Pleiadesz és a Taurusz csillagképeit képviselik, és már ők a férfit Kame Hime (Teknős hercegnő) férjének tekintik. A többi része pedig többnyire ugyanaz, mint a tipikus mesékben.
Három év elteltével a férfi, szülei és a szülővárosa miatt haza szeretne menni. A hercegnő ennek hallatán szomorú lesz, mégis elengedi őt,  és egy ékköves fésűdobozt (tamakusige 玉匣) ad neki, majd megtiltja, hogy kinyissa azt, hiszen csak így térhet vissza hozzá. A férfi visszatér, azonban nem találja családját és az otthonát, megtudja, hogy eltűnt embernek nyilvánították, és hogy ez 300 évvel ezelőtt történt meg. Ennek hatására megfeledkezve az idézetről, kinyitja a dobozt, és egy illatos orchideához hasonló dolgot talál benne, ami elvezeti őt a mennyekbe a felhők segítségével. Később rájön, hogy soha többé nem találkozhat a hercegnővel. Még mindig valahogyan a házaspár verseket tud egymás között küldeni (természetfeletti erő).  Ezek a versek fonetikusan man'jógana-ban vannak rögzítve.

## Nihonsoki
A Nihonsoki-ban Mizunoe Urasimakot említik őszi évszaknál,  a hetedik hónapban a Júrjaku császár uralkodásának 22. évében. Az Aston fordítás hozzárendeli ezt a 478-as évet.  A bejegyzés szerint Mizunoe Urasimako (Urasima gyerek) miközben halászott egy csónakban, egy olyan teknőst fogott ki, amely egy nővé változott. Ezután a  tengerbe mentek, és a Hórai-hegyen kötöttek ki, ahol halhatatlanokat láttak(仙 衆 (ひ じ り)). Ami azt a kifejezést illeti, hogy "a tengerbe" megy, az itt megemlített Hórai hegy jelenthet egyfajta tengeralattjáró szigetet is a japán irodalmi professzor Ókuma Kícsiró véleménye szerint.

## Manjosu
Előfordul, hogy a Mizunoe Urasima legendájára vissza tükröződik egy vers a Man'jósúban. A darabot Takahasi no Musimaronak tulajdonították. A korábbi fordítások közé tartozik az Aszton prózai kiadása, és a Chamberlain balladája. Ebben a változatban a halhatatlan föld (Tokojo) nője a Tenger Isten lányaként jelenik meg (Vatacumi no kami).

## Lokalizációk/Honosítások

### Jokohama
Basil Hall Chamberlain (1880) egy olyan templomot mutatott be, amely Kanagava-kuban (Urasimának), Jokohamában volt. Ez több relikviát, például Urasima halászvonalát és koporsóját (tamatebako) tartalmazta.  De amikor Ernest Satow 1880. május 2-án Chamberlainnal ment megnézni, nem maradt más, csak Kannon (Kanzeon), a kegyelem istennő szobra. A japán források azt írják, hogy az úgynevezett Urasima-derának (Urasima-templom) Kanpuku-dzsi (観 福寺) volt a neve egészen addig, amíg 1868-ban le nem égett, és a Kannon-istennő szobrát le nem fordították Keiun-dzsi-re 1872-ben (慶 運 寺).
A régi Urasima-dera egy hegy tetején feküdt. Van egy brosúra róla, amely a kikötő kilátását mutatja be ebből a nézőpontból,  illetve ábrázolja a Commodore Perry flottájának 1852-1854-es fekete hajóit. A helyi legenda szerint Urasima Taróval is kapcsolatban állnak, azt állítva, hogy az apja Urasima Tajú eredetileg nem messze Jokohamától, a Miura kerületben, a Sagami tartományban fekvő Kanagavából származott. De az apja Tango tartományba költözött, emiatt a legenda hozzáteszi, hogy amikor Urasima Tarò visszatért a Sárkány-palotából, a szülei sírját "Sirahata, Musasi tartomány"-ban (a mai Jokohama-ban) kereste.
Végül megtalálta a sírt, Oto-hime hercegnőnek köszönhetően, aki egy fenyő ágon világító fényel mutatta az utat. Taró épített egy kunyhót, hogy itt lakhasson. A kunyhóból lett később a Kanpuku-dzsi templom.

### Okinava
Az író Szetszudenben feljegyezte a 18. században a "Jonaha falu egy lakója ellátogat a Sárkány-palotába" mesét, amelyet hasonlónak tekinthetünk Urasima Taróéhoz. Jonaha faluból származó férfi Haebaruban talál egy fekete hajszálat és visszaadja egy gyönyörű hölgynek. A nő a Sárkány-palotába vezeti. Három hónap elteltével a férfi vissza szeretne menni szülőfalujába, de az Istennő elárulja neki, hogy már 33 generáció meghalt a távollétében, azaz a világában sokkal gyorsabban telik az idő. A férfi kap egy összehajtott papírt, aminek a kibontását a nő megtiltja, ennek ellenére nem hallgat rá és mégis miután kinyitja a papírt, egy ősz hajú öregemberré változik és meghal. Hasonló történetek találhatóak Mijako-dzsimában, és különböző helyeken is. Janagita Kunio úgy érezte, hogy a Sárkány-palota fogalma a Niruya koncepciójával osztozik (Japán déli szigetek).

### Kiszo/ Nagano

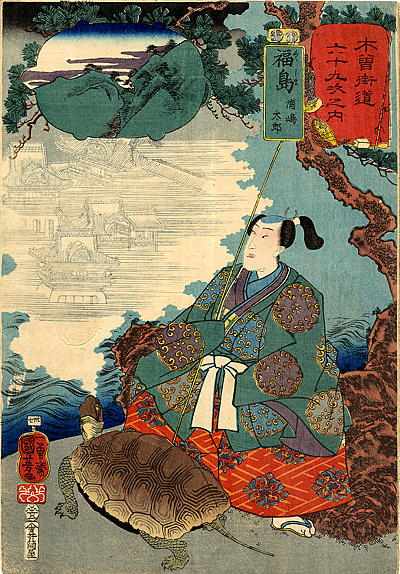
Utagava Kunijosi

A helyi legenda szerint Urashima Taró egykor Kiso, Nagano hegyeiben élt. Ez a legenda a közel-modern időkből származott, a késő Muromachi-Edo-korszakokból. Bár a regényirodalom egy kitalált alakja, dzsóruri Urasima  Taró  történetét a helyi legenda közelébe állítják, nevezetesen Agematsu-dzsukuhoz. Urasima Taró miután itt megszületik, egy helyi pár Togakusi Mjódzsinhoz imádkozik. Ő és Tamajori-hime szerelembe esnek. A hercegnő akkor még halandó, de miután öngyilkosságot követ el az Ina folyóban (Kiso-folyó mellékfolyója), a Sárkány palotát szolgáló természetfeletti lényé alakul át. A pikkely köpenye lehetővé teszi neki,hogy egy teknőssé alakuljon, amelyben újra tud találkozni Urasima Taróval, aki épp az Ina-folyón halászik. Jegyezzük meg, hogy a "teknős kihorgászásának " a helyszínét átrakják Óceánból a hegyek közti folyóra.

## Megemlékezés
A Kjóto Prefektúra északi részén a Tango-félsziget nyugati partvidékén egy Urasima Dzsindzsa nevezetü síremlék található, amely tartalmaz egy régi dokumentumot egy Urasimako nevű férfiról, aki 478-ban elhagyta földjét és egy olyan helyet látogatott meg, ahol az emberek örökké élnek. 825-ben visszatért egy Tamatebako-val. Tíz nap múlva miután kinyitotta a dobozt, egy nagy füstfelhő keletkezett, és egy öregemberré változott. Később ugyanabban az évben Dzsunna császár miután tudomást szerzett a történetről , megparancsolta Ono no Takamurának, hogy építsen egy szentélyt Urasimako furcsa útjának megemlékezésére, valamint a híres doboza (Tamatebako) és szelleme tiszteletére.

## Adaptációk
1918-ban volt az Urasima Taró animációs adaptációjának a premierje. Ez az egyik legrégebbi Anime Japánban. Még ebben az évben Óz szerzője, Ruth Plumly Thompson "Urasima és a Tenger Hercegnője" címen adaptálta ezt az animét a The Philadelphia Public Ledger számára.

## Megjelenése a popkultúrában
A következő mangákban és animékben használták fel alapanyagként: Urusiman, Clannad, Detective Conan, Evangelion, Ju Ju Hakuso, Uruszei Yacura, Love Hina, Gintama, Yes! PreCure 5, Ultra Q, Kamen Rider Den-O Cowboy Bebop, Gravitation, Ókami-szan to Sicsinin no Nakama-tacsi, Ghost Sweeper Mikami, RahXephon, valamint a Space Pirate Captain Harlock, One Piece. Urusima Taróra gyakran hivatkoznak Hideo Kodzsima videó játékában, a Policenaucban, valamint a játék cselekményének nagy részét a mese inspirálta. A Clover stúdió akció-kaland játékában, aminek címe Ókami, a főszereplője Amateraszu, aki elüldözi Urasima nevű halászt terrorizáló gyerekeket. A legjelentősebb mellékcselekmény nagyon hasonlít Urusima Taró meséjére. A Skies of Arcadia című videó játékban az egyik küldetést Urusima Taró ihlette. A Disgaea játék negyedik részében a halász szakmájú kalóz, aki megjelenik az Item világban, története hasonlít a mesére, hiszen ő is egy teknős hátán érkezik meg azt mondva: "Sajnálom hercegnő, hogy kinyitottam a dobozt". Az Au márkájú telefon reklámjában Urusima Taró szerepelt. A történetet adaptálták a One Piece animébe, ahol a halászsziget hercegnőjét Otohimének hívják, a szörnyet Vadacuminak, valamint említettek egy legendás dobozt, a Tamatebakot, amiben olyan pirulák vannak, amik eleinte erőt adnak, viszont később öreggé és gyengévé változtatnak.

## Magyarul
- Urasima Taró, a szegény halász. Japán népmesék; vál. Büky Béla, ford. Balogh Barna, Büky Béla, utószó Ortutay Gyula, jegyz. Voigt Vilmos; Európa, Bp., 1965 (Népek meséi)

## Fordítás
- Ez a szócikk részben vagy egészben  az   Urashima Tarō című angol Wikipédia-szócikk ezen változatának fordításán alapul.  Az eredeti cikk szerkesztőit annak laptörténete sorolja fel. Ez a jelzés csupán a megfogalmazás eredetét és a szerzői jogokat jelzi, nem szolgál a cikkben szereplő információk forrásmegjelöléseként.